# Русский литературный кружок (Рига)

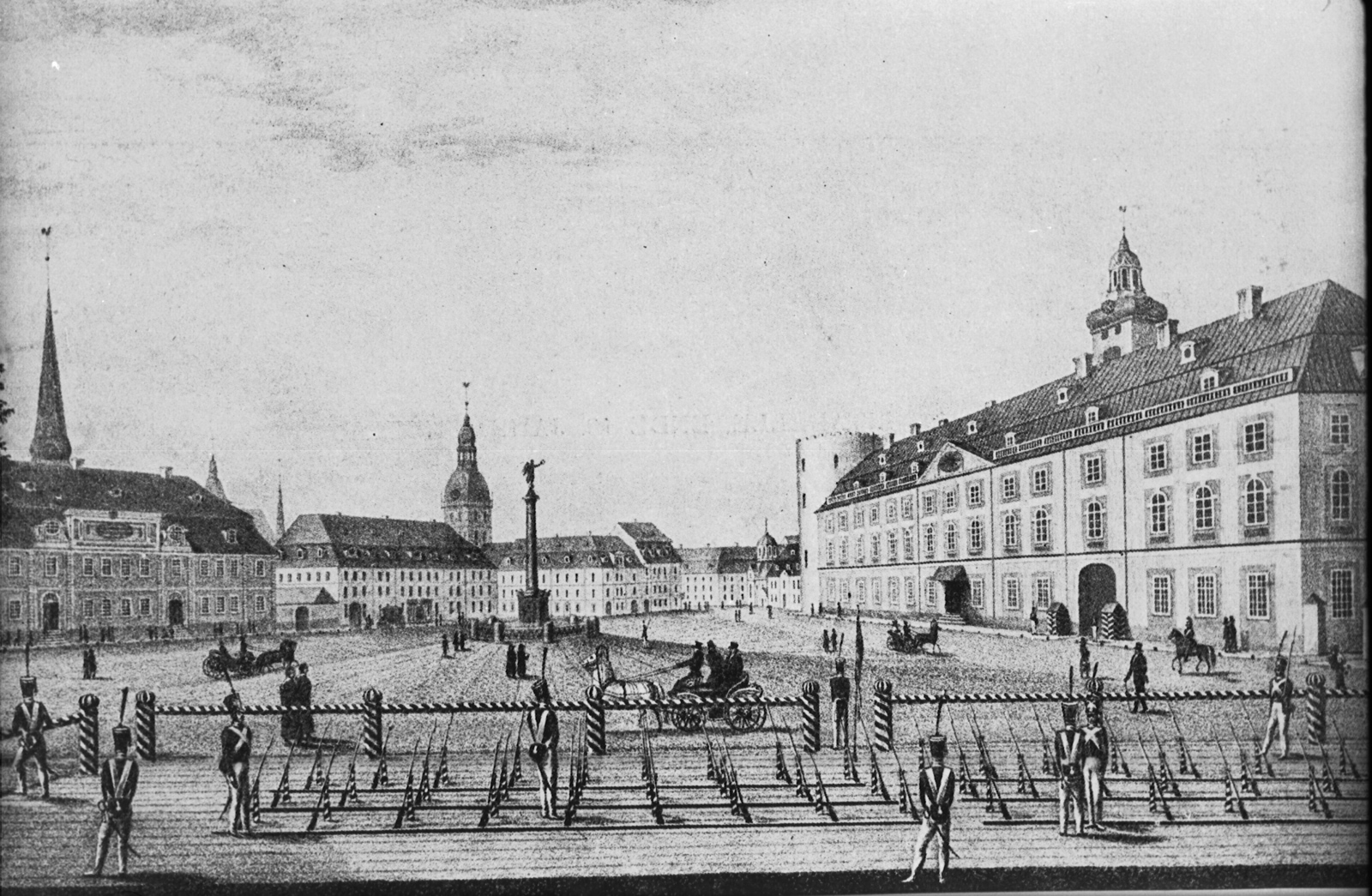
Рига в начале XIX века

Русский литературный кружок — общественная организация основанная в будущей столице Латвии городе Риге в 1874 году русским публицистом, краеведом, просветителем Евграфом Васильевичем Чешихиным, возглавлявшим кружок до своей смерти в 1888 году.
В первое десятилетие своего существования кружок устраивал мало публичных собраний и собирался лишь в торжественных случаях (например, при праздновании юбилея Жуковского в 1883 году).
В последующие годы деятельность русского литературного кружка расширилась, и в нём очень часто читались рефераты литературно-научного характера. Среди участников кружка были сыновья его основателя Всеволод и Василий Чешихины, Фёдор Эрн.
При литературном кружке состояли три отделения: 1) физико-математическое; 2) педагогическое; 3) историко-археологическое. Кружок заведовал также комиссией русских народных чтений в городе Риге.